# Bungenäs

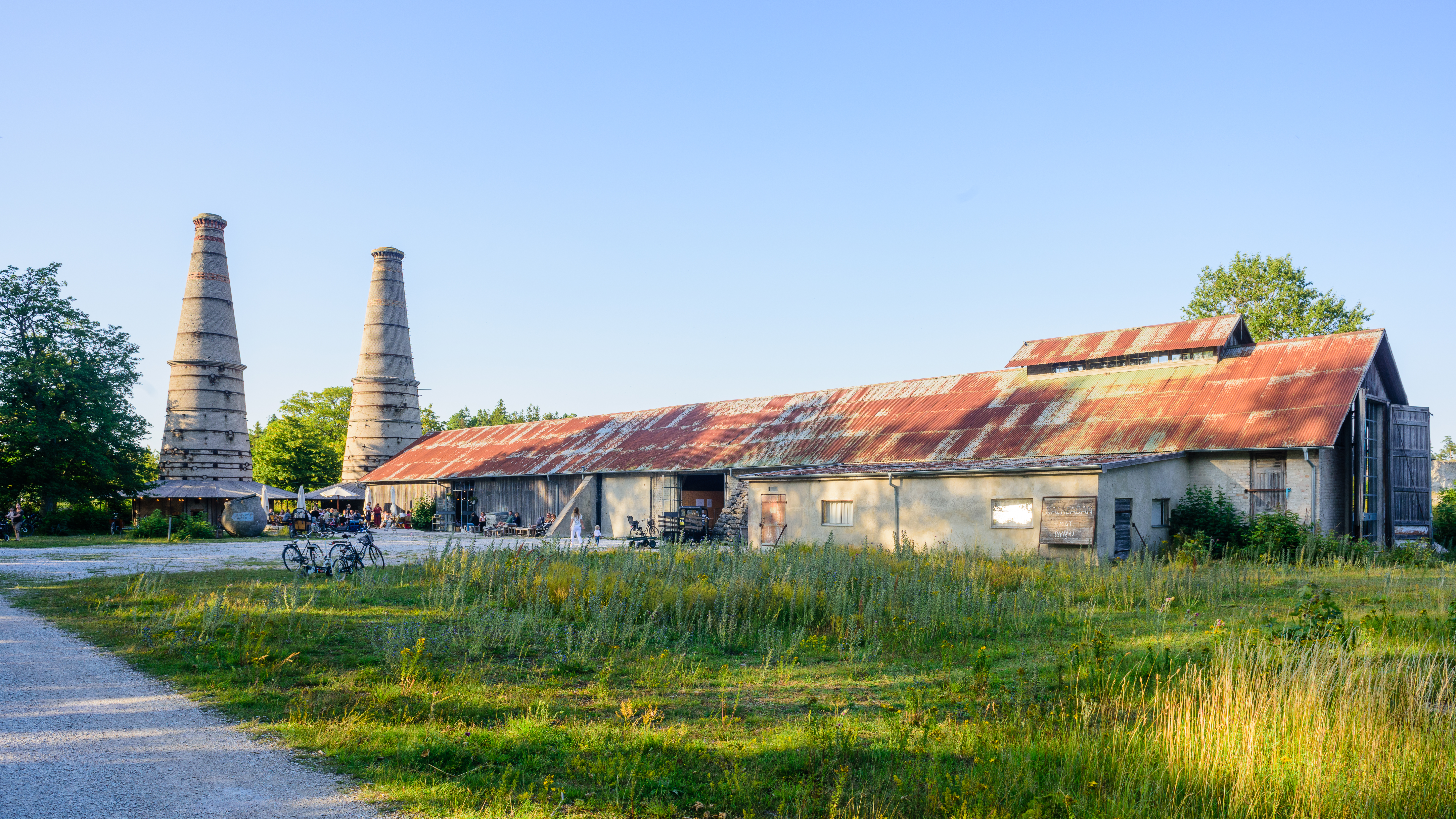
Bungenäs kalkugnar och kalkladan som är ombyggd till restaurang.

Bungenäs är en 165 hektar stor halvö strax söder om Fårösund på norra Gotland.
Under dess storhetstid fanns där Gotlands största kalkbrott som startade 1906 med upp emot 200 anställda. AB Bungenäs kalkbrott som bildades 1921 hade även kalkbrott vid Kappelshamn, Smöjen och flera andra platser på Gotland.
Kalkbrytningen lades ner 1963 och militären tog området i besittning som övningsområde för KA 3. Kvarlämningar finns i form av djupa kalkbrott, ett hundratal övertäckta bunkrar, bergrum, granatkratrar, halvt raserade utlastningsbryggor, utplanade strandlinjer och ett antal byggnader från de olika epokerna. Bland annat den gamla Konsumaffären, förvaltarvillan med sina rester av storskalig odling ihopväxt med en militär hinderbana, arbetarmatsalen, de höga ugnarna och rester av de gamla utlastningsbryggorna.
Cirka 41 hektar av nordöstra delen av Bungenäs är ett naturreservat sedan 2006, Bungenäs naturreservat.

## Bilder

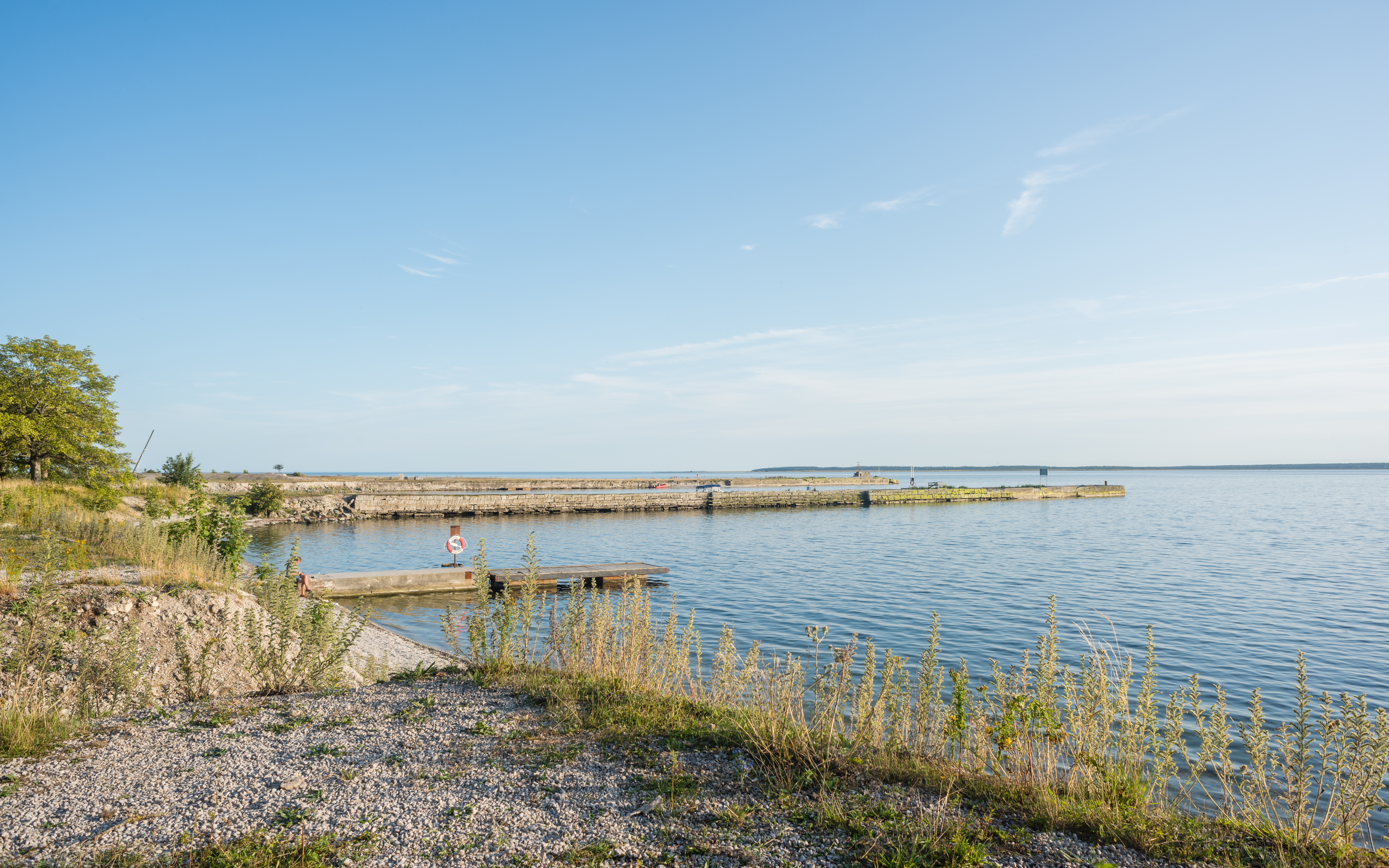
Hamnanläggningen.
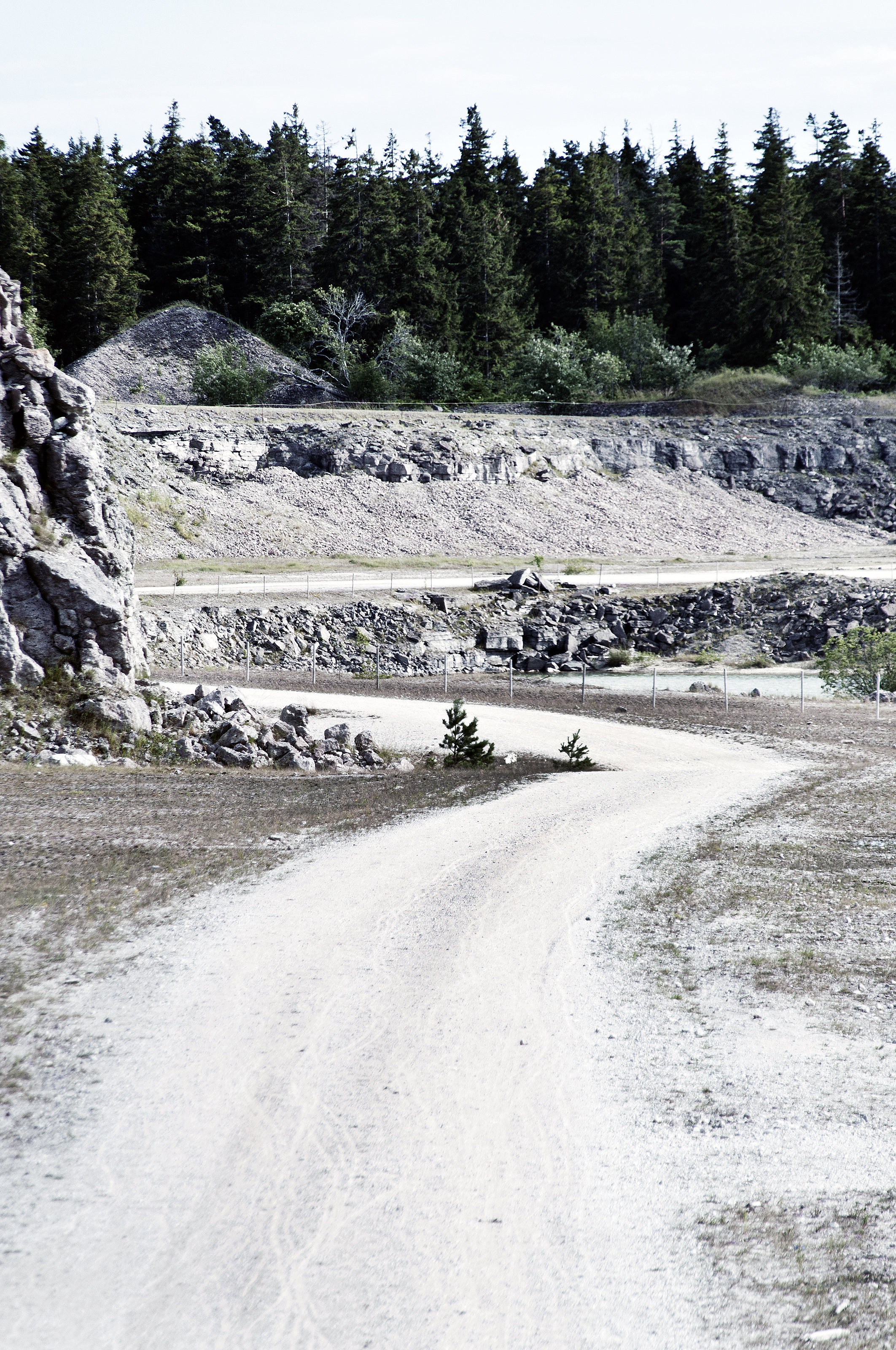
Kalkbrottet.
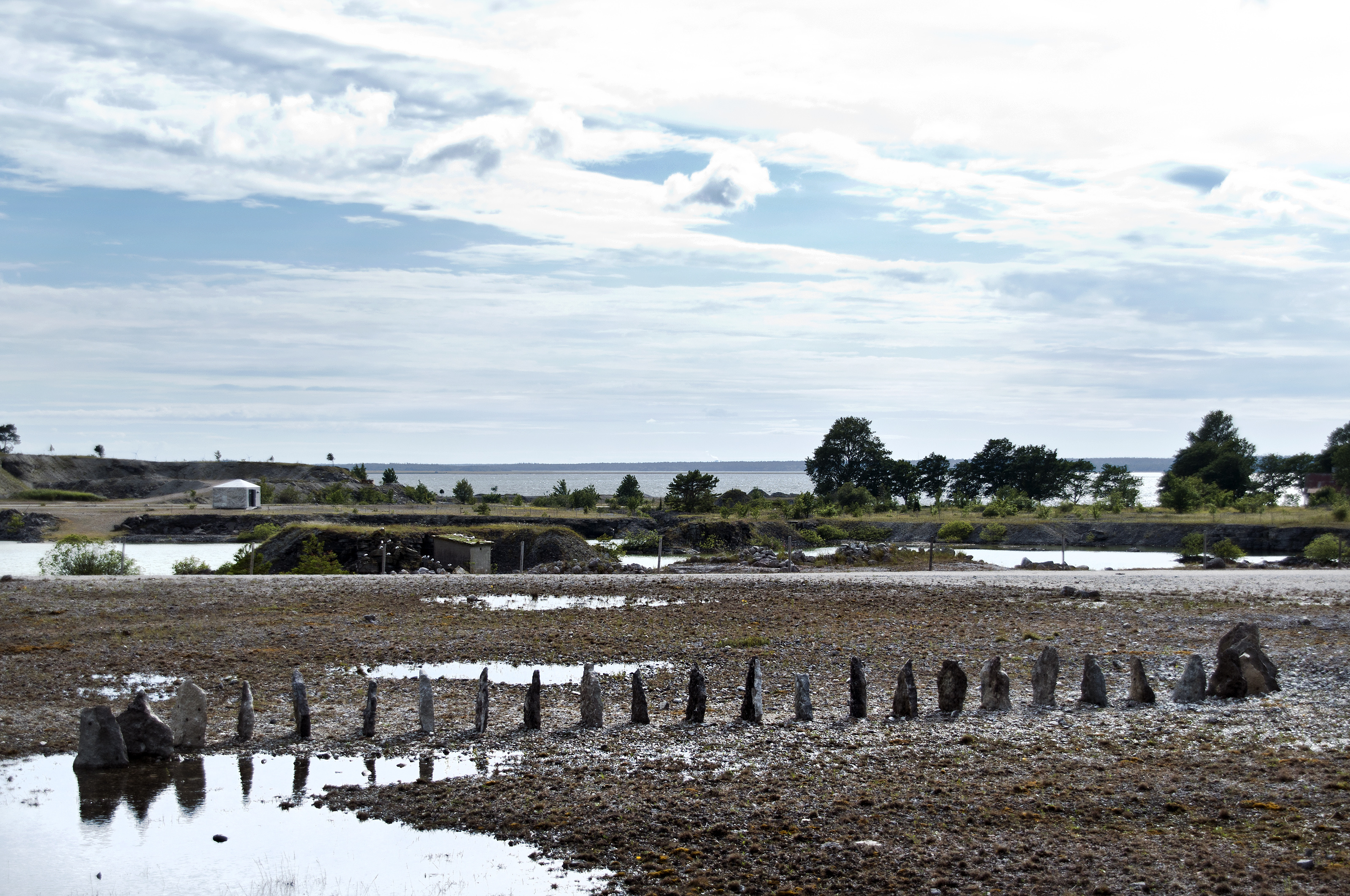
Bungenäs kalkbrott.
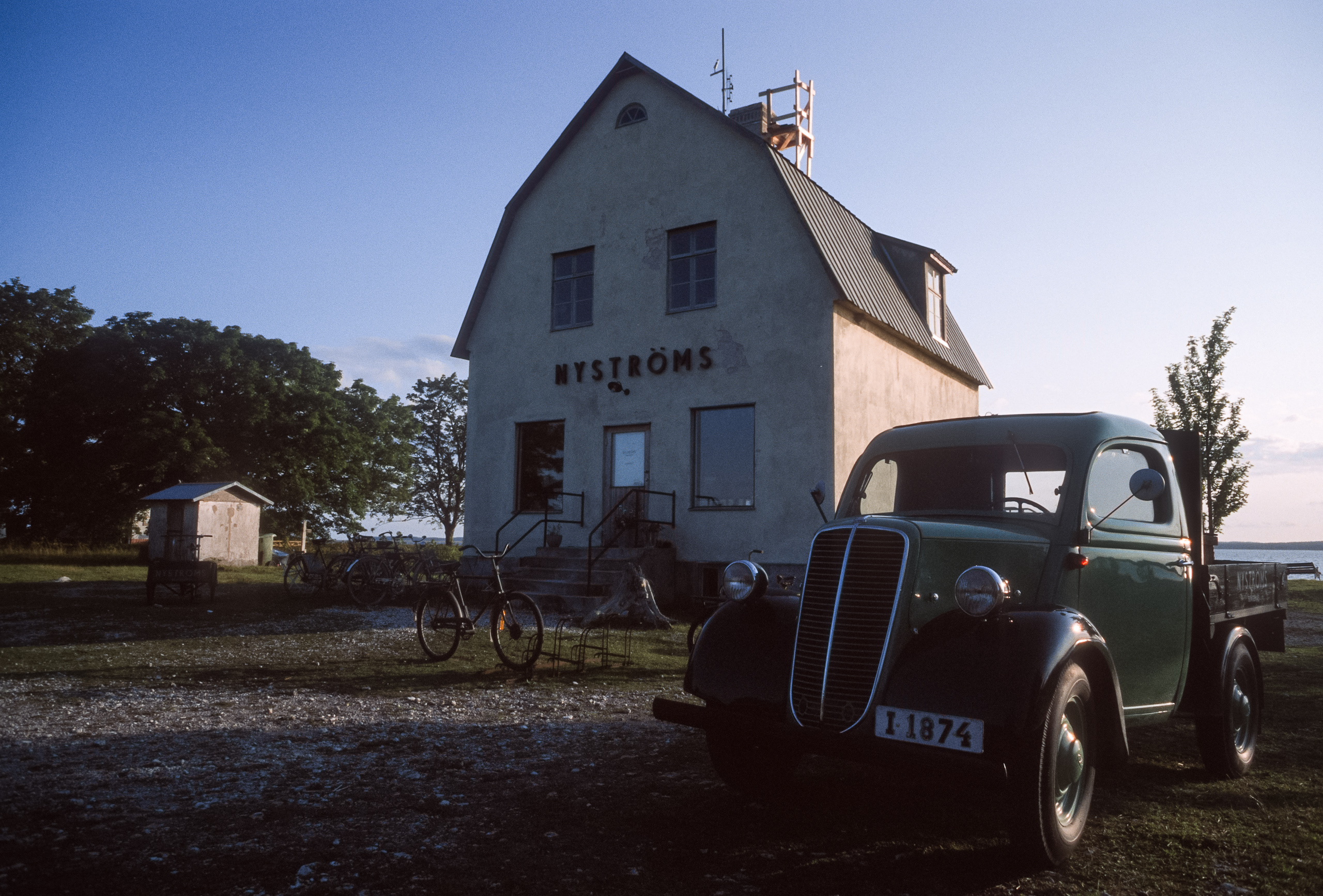
Nyströms lanthandel på Bungenäs.
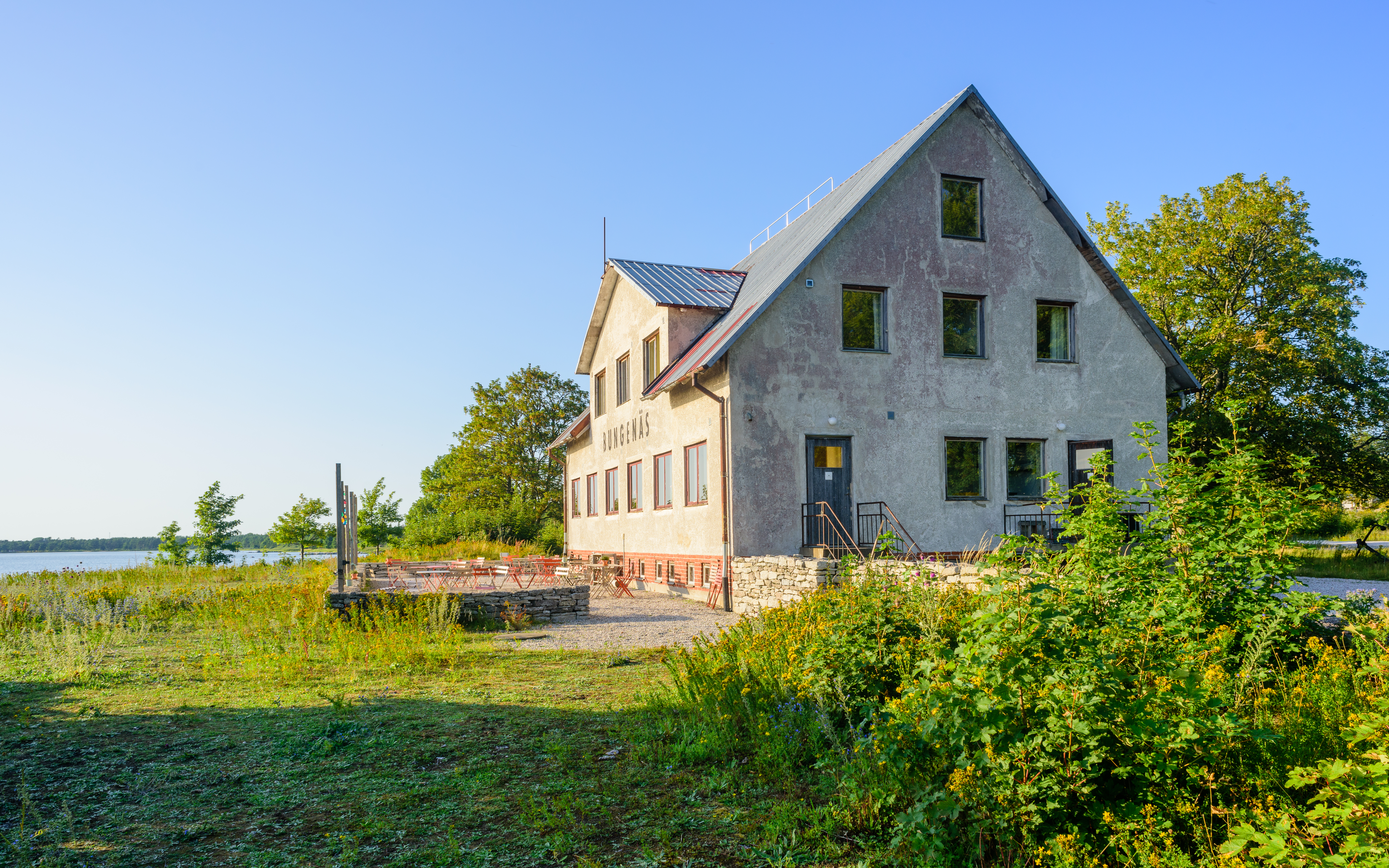
Tidigare kontorshus för kalkbruket.